# Milan Stanković
Milan Stanković, cyr. Милан Станковић (ur. 9 września 1987 w Belgradzie) – serbski piosenkarz śpiewający muzykę popową i folkową.

## Kariera muzyczna
Rozpoczął karierę muzyczną w 2007 roku od udziału w trzeciej edycji telewizyjnego konkursu talentów Zvezde granda, w którym zajął czwarte miejsce, choć był ulubieńcem publiczności (wygrał głosowania publiczności w 12 z 14 odcinków). W maju 2009 wydał swój debiutancki album pt. Solo, który osiągnął sprzedaż w 50 tys. egzemplarzy. W marcu 2010 z utworem „Ovo je Balkan” zwyciężył w programie Tri pa jedan za Oslo, dzięki czemu został reprezentantem Serbii podczas 55. Konkursu Piosenki Eurowizji w Oslo. W kwietniu opublikował „Balkañeros”, hiszpańskojęzyczną wersję eurowizyjnej piosenki, a w następnym miesiącu zajął 13. miejsce w finale Eurowizji 2010. Po udziale w konkursie zdecydował się na krótką przerwę od występowania.
W czerwcu 2011 roku powrócił na rynek muzyczny z singlem „Perje”, a w październiku ogłosił zerwanie kontraktu z wytwórnią muzyczną Grand Production oraz zapowiedział europejską trasę koncertową, którą rozpoczął koncertem w Zurychu. W lutym 2012 roku opublikował utwór „Mama”, który dedykował swojej matce, Milenie. Dwa lata później nagrał piosenkę „Krasivas”. 9 września 2013 roku  opublikował teledysk do utworu „Od mene se odvikavaj”, który napisał z Mariną Tucaković. W kwietniu 2014 roku wystąpił z piosenką „Luda ženo” na festiwalu Pink Music Festival, na którym odebrał wyróżnienie za największą liczbę głosów na YouTube oraz nagrodę za zwycięstwo w głosowaniu telewidzów. W 2015 wydał album pt. Milan.

## Dyskografia
Albumy studyjne
- Solo (2009)
- Milan (2015)

Single
- „Ovo je Balkan”/„Balkañeros” (2010)
- „Perje” (2011)
- „Mama” (2012)
- „Od mene se odvikavaj” (2013)
- „Luda ženo” (2014)
- „Masina” (2015)
- „Nisi mu ti zena” (2015)
- „Gadure” (2015)
- „Faktor Rizika” (2015)
- „Ego” (2017)
- „Trans” (2018)
- „Kripton” (2018)
- „Brane mi te” (2019)